# Ленчиська
Ленчиська (пол. Łęczyska) — село в Польщі, у гміні Сульмежиці Паєнчанського повіту Лодзинського воєводства.
Населення — 82 особи (2011).
У 1975-1998 роках село належало до Пйотрковського воєводства.

## Демографія
Демографічна структура станом на 31 березня 2011 року:
|          | Загалом | Допрацездатний вік | Працездатний вік | Постпрацездатний вік |
| -------- | ------- | ------------------ | ---------------- | -------------------- |
| Чоловіки | 45      | 5                  | 33               | 7                    |
| Жінки    | 37      | 6                  | 19               | 12                   |
| Разом    | 82      | 11                 | 52               | 19                   |